# Säffle (đô thị)
Đô thị Säffle (tiếng Thụy Điển: Säffle kommun) là một đô thị ở hạt Värmland của Thụy Điển. Thủ phủ là thị xã Säffle. Dân số thời điểm 31 tháng 12 năm 2020 là 15450 người.